# Синтія Вотрос
Синтія Мішель Вотрос (англ. Cynthia Michele Watros; 2 вересня 1968, Лейк-Оріон, Мічиган, США) — американська телевізійна акторка, найбільш відома за ролями у найтривалішій мильній опері «Дороговказне світло» (1994—1998), в комедіях «Тітус» (2000—2002) та «Шоу Дрю Кері» (2002-2004), а також в драматичному серіалі «Загублені» (2005—2010). У 2013—2014 роках, Вотрос виконала роль Келлі Ендрюс у мильній опері «Зухвалі та красиві».

## Кар'єра
Вотрос закінчила Школу образотворчих мистецтв університету в Бостоні, де вона брала участь в таких постановках як  Смерть та Діва, Хроніки Хейді й Les Liasons Dangereuses. Після закінчення школи, вона виграла Career Entry Award і переїхала в Нью-Йорк, де незабаром отримала головну роль в небродвеевской постановці Чотири собаки та Кістка, Джона Патріка Шанлея.
Отримавши Денну премію Еммі за кращу жіночу роль у драматичному серіалі за роль Енні Даттон в мильній опері Дороговказане світло, вона так само увійшла в список 50 найкрасивіших людей, які отримували цю нагороду.
Завоювавши симпатію глядачів і критиків, зігравши добродушну медсестру, вона перейшла на ролі сміливих відчайдушних жінок, готових на все заради помсти.
Вона почала свою кар'єру в прайм-тайм телебаченні зі зйомок в серіалі Тітус, в якому вона зіграла Ерін, милу сусідську дівчину, чий характер сильно змінився до кінця серіалу.
Так само вона з'явилася в серіалі Шоу Дрю Кері, в якому вона зіграла Келлі Ньюмарк, безробітну красуню, давно закохану в головного героя Дрю в 2002—2004 роках.
Її найвідомішими фільмами можна вважати «Жовтий птах», «PS Ваш кіт мертвий!», а також комедію «Його і її», які брали участь в 1997 році на фестивалі в Санденсі.
Вотрос також відома завдяки ролі Ліббі Сміт в телесеріалі Залишитися в живих.
Вона грала протягом усього другого сезону, поки її персонажа не вбив Майкл Доусон (Гарольд Перріно).
У четвертому сезоні вона знову повертається в ролі Ліббі, але вже як запрошена зірка.
З тих пір як  Залишитися в живих завершився, кар'єра Вотрос складалася лише на рівні епізодичних ролей в серіалах Доктор Хаус, Відчайдушні домогосподарки і Анатомія пристрасті.
Восени 2013 року Вотрос повернулася до роботи в денні мильні опери, підписавшись грати другорядну роль Келлі Ендрюс в Молоді та зухвалі. Після п'яти місяців в шоу Вотрос покинула його, а її роль відійшла Кеді Макклейн .

## Особисте життя
Синтія Мішель Вотрос народилася 2 вересня 1968 року в Лейк-Оріон, Мічиган .
З 1996 року Синтія одружена з ресторатором Кертісом Гілліленд. У подружжя є дочки-близнючки — Емма Роуз Марі Гілліленд і Сейді Анна Марі Гілліленд (14.07.2001).
Сімейство проживає в Лос-Анджелесі.

### Проблеми з законом
Вотрос і її колега по серіалу Залишитися в живих Мішель Родрігес, яка їхала на іншій машині, були зупинені й арештовані вранці 1 грудня 2005 року в Гаваях, обидві провалили аналізи на алкоголь. Їм довелося заплатити заставу $500.
Обставина того, що обидва їх персонажа були вбиті в серіалі, сприйняли багатьма фанатами як результат їх арешту, проте Вотрос, Родрігес і продюсери заявили, що їх вихід з шоу був запланований ще на початку сезону, а арешти — це лише збіг.

## Фільмографія
| Рік       |    | Українська назва                     | Оригінальна назва                        | Роль                                            |
| --------- | -- | ------------------------------------ | ---------------------------------------- | ----------------------------------------------- |
| 1994—1998 | с  | Дороговказне світло                  | Guiding Light                            | Енні Даттон Бенкс                               |
| 1994      | с  | Поліцейські під прикриттям           | New York Undercover                      | репортер                                        |
| 1995      | ф  | клубне суспільство                   | Cafe Society                             | Діана Гарріс                                    |
| 1997      | ф  | Його і її                            | His and Hers                             | Пем                                             |
| 1997      | с  | Спін-Сіті                            | Spin City                                | Гейлі                                           |
| 1998      | с  | Інший світ                           | Another World                            | Вікторія 'Вікі' Гадсон Фрейм Гаррісон Маккіннон |
| 1998      | с  | Профайлер                            | Profiler                                 | Геллен Джефферіс                                |
| 1999      | ф  | Миттю ока                            | Blink of an Eye                          | в титрах не вказано                             |
| 2000      | ф  | Вулиці милосердя                     | Mercy Streets                            | Сем                                             |
| 2000—2002 | с  | Тітус                                | Titus                                    | Ерін Фіцпатрік                                  |
| 2001      | кф | Жовта пташка                         | The Yellow Bird                          | Алма Татвілер                                   |
| 2002      | ф  | P.S. Ваш кіт мертвий!                | P.S. Your Cat Is Dead!                   | Кейт                                            |
| 2002—2004 | с  | Шоу Дрю Кэрі                         | The Drew Carey Show                      | Келлі Ньюмарк                                   |
| 2002      | с  | Таємниці Ніро Вульфа                 | A Nero Wolfe Mystery                     | Фібі Гантер                                     |
| 2004      | тф | Святий Луі                           | Saint Louie                              |                                                 |
| 2005      | тф | Вашингтон-стріт                      | Washington Street                        | Меггі                                           |
| 2005      | кф |                                      | Just Pray                                | Перрі Енн Льюїс                                 |
| 2005—2010 | с  | Залишитися в живих                   | Lost                                     | Лібби Сміт                                      |
| 2007      | тф |                                      | The Rich Inner Life of Penelope Cloud    | Єва                                             |
| 2007      | ф  | Френк                                | Frank                                    | Дженніфер Йорк                                  |
| 2007      | с  | Детектив Рейнс                       | Raines                                   | Сара Карвер                                     |
| 2007      | тф | Ангел-месник                         | Avenging Angel                           | Меггі                                           |
| 2007      | с  | Закон і порядок: Злочинні наміри     | Law & Order: Criminal Intent             | Бет Гойл                                        |
| 2008      | ф  |                                      | Duane Incarnate                          | Конні                                           |
| 2008      | ф  | Вечоринка                            | American Crude                           | Джейн                                           |
| 2008      | с  | Страх як він є                       | Fear Itself                              | Мередіт Кейн                                    |
| 2008      | с  | Біллі Інгвал                         | The Bill Engvall Show                    | A.J.                                            |
| 2009      | с  | Гріфіни                              | Family Guy                               | Система безпеки                                 |
| 2009      | с  | В простому вигляді                   | In Plain Sight                           | Морін Стюарт/Морін Салліван                     |
| 2009      | с  | Пліткарка                            | Gossip Girl                              | молода Сісі Родос                               |
| 2009      | с  | C.S.I.: Місце злочину                | CSI: Crime Scene Investigation           | Барбі Обрі                                      |
| 2009      | с  | Шукачка                              | The Closer                               | Робін Мілано                                    |
| 2009      | с  | Криміналісти: мислити як злочинець   | Criminal Minds                           | Хізер Вандервал                                 |
| 2009      | ф  | Калвін Маршалл                       | Calvin Marshall                          | Карен                                           |
| 2009      | с  | Чоловіки середнього віку             | Men of a Certain Age                     | Еріка                                           |
| 2010      | с  | Таємне життя американського підлітка | The Secret Life of the American Teenager | Нікі                                            |
| 2010      | ф  | Марс                                 | Mars                                     | Эллісон Гатрі                                   |
| 2010      | с  | Доктор Хаус                          | House, M.D.                              | Сем Карр                                        |
| 2010      | с  | Відчайдушні домогосподарки           | Desperate Housewives                     | Трейсі Міллер                                   |
| 2012      | тф | Посмішка розміром з Місяць           | A Smile as Big as the Moon               | Доктор Дебора Барнхарт                          |
| 2012      | ф  | Вже не діти                          | Electrick Children                       | Гей Лінн                                        |
| 2012      | с  | Анатомія Грей                        | Grey's Anatomy                           | місіс Коннор                                    |
| 2013—2014 | с  | Зухвалі і красиві                    | Young and the Restless                   | Келлі Ендрюс                                    |
| 2013—2014 | с  | Вища школа відеоігор                 | Video Game High School                   | Мері Матрикс                                    |
| 2014—2015 | с  | В пошуках Картер                     | Finding Carter                           | Елізабет Вілсон                                 |